# Нісі Масахару
Масахару Нісі (яп. 西 政治, нар. 29 травня 1977, Префектура Фукуока) — японський футболіст, що грав на позиції захисника.
Виступав, зокрема, за клуб «Авіспа Фукуока», а також молодіжну збірну Японії.

## Клубна кар'єра
У дорослому футболі дебютував 1996 року виступами за команду клубу «Авіспа Фукуока», в якій провів 15 матчів чемпіонату протягом трьох сезонів, якими його професійна ігрова кар'єра по суті й обмежилася. 
Згодом у 2001 році провів ще одну гру за друголіговий «Ванфоре Кофу».

## Виступи за збірну
1997 року залучався до складу молодіжної збірної Японії. Брав участь у чемпіонаті світу серед молодіжних команд 1997 року.